# Seestachelbeere
Pleurobrachia pileus, deutsch manchmal Seestachelbeere  genannt, gehört zu den Rippenquallen (Ctenophora). Es handelt sich um die weitaus häufigste Art der Rippenquallen in der Nordsee.

## Merkmale
Der Körper der Art ist eiförmig bis beinahe kugelförmig, kaum merklich abgeplattet. Sie erreicht gewöhnlich eine Körperlänge von 17 bis 20 Millimeter bei einer Breite von 14 bis 18 Millimeter in der Ebene der Tentakel, in der Sagittalebene senkrecht dazu etwas weniger. Einzeltiere werden gelegentlich größer, es gibt eine alte Angabe (von 1909) über ein Exemplar von 30 Millimeter Länge. Der Körper ist überwiegend hyalin glasklar durchsichtig, die Tentakel und der Schlundraum (Stomodaeum) etwas opak getrübt, gelegentlich schwach gelblich, orange oder bräunlich getönt. Das aborale Körperende (gegenüber der Mundöffnung) ist abgerundet, ohne Papillen, die Statocyste nicht eingesenkt. Der Körper ist von Mesogloea angefüllt, in der das Kanalsystem (Gastrovaskularsystem) und Quer- und Längsmuskeln eingebettet sind.
Wie typisch für Rippenquallen besitzt das Tier acht Reihen von Plättchen (die namengebenden „Rippen“) aus miteinander verbundenen Geißeln, deren Ruderschlag die Fortbewegung ermöglicht. Die Tiere können den Schlag umkehren und eine kurze Strecke rückwärts schwimmen. Bei der Art sind alle acht Reihen ungefähr gleich lang, sie reichen vom aboralen Körperpol etwa drei Viertel der Körperlänge, jede Reihe aus etwa 35 bis 38 Geißelplättchen. Wie bei den verwandten Arten wird der Schlag der Plättchen bei der Art nicht neuronal ausgelöst, sondern hydromechanisch: Jedes Plättchen löst durch seinen Schlag die Bewegung des folgenden aus.
Die beiden Tentakel entspringen, bei der Gattung relativ kurzen, Tentakelscheiden an den Körperseiten, die in einer tiefen Rinne eingesenkt liegen. Die Tentakel sind ausstreckbar und durch Muskelbewegung vollständig wieder einziehbar. Voll ausgefahren erreichen sie fünfzehn- bis zwanzigfache Körperlänge. Jedes Tentakel ist verzweigt, mit Tentillen genannten Nebenästen, ausgefahren bilden sie eine federförmige Struktur. Pleurobrachia pileus ernährt sich ausschließlich von Beuteorganismen, die mit den Tentakeln gefangen und von diesen zum Mund transportiert werden. Die Tentakel werden 50 Zentimeter, die Äste (Tentillen) bis 4 Zentimeter lang.
Der schlitzförmige Mund, mit der Längsseite senkrecht zur Tentakelebene, sitzt am oralen Körperpol. Er führt in einen Schlund- oder Magenraum (Schlundrohr, Stomodaeum), der ebenfalls etwas abgeflacht ist und dessen erweiterte Höhlung etwa ein Drittel bis zur Hälfte der Körperlänge erreicht. Zum aboralen Körperende verengt er sich und läuft in zwei (schwer sichtbare) Exkretionsporen aus, aus denen Reststoffe abgeschieden werden. In der Körpermitte zweigen davon seitlich horizontale schmale Kanäle ab, die zehn schmale Längskanäle versorgen, die den Körper durchziehen und die Gewebe mit Nährstoffen versorgen. Vorhanden sind zwei paragestrische Kanäle nahe des Schlundrohrs und acht Meridionalkanäle, die direkt unterhalb der Kammrippen verlaufen. Die Tentakel werden durch kurze Tentakelkanäle versorgt. Die Längskanäle enden an beiden Körperpolen blind im Gewebe, sie sind nicht miteinander verbunden. Die Nahrung wird im Inneren durch ein durch Cilien angetriebene Strömung bewegt. In die schmalen Kanäle gelangt nur gelöstes und sehr feines Material, das hier resorbiert wird. Die männlichen und weiblichen Gonaden sitzen an den Meridionalkanälen.
Von den weiter verbreiteten anderen Arten der Gattung ist Pleurobrachia pileus so unterscheidbar: Bei Pleurobrachia bachei sind die Kammreihen mit den Plättchen länger, beinahe auf der gesamten Körperlänge. Pleurobrachia brunnea und Pleurobrachia rhodopis sind merklich kleiner (Körperlänge 12 bzw. 10 Millimeter), bei Pleurobrachia brunnea sind die Kammreihen untereinander verschieden lang, bei Pleurobrachia rhodopis gleich lang, erreichen aber nur halbe Körperlänge. Die Unterscheidung der Arten ist aber, auch gegenüber verwandten Gattungen, schwierig, gelegentlich unsicher oder umstritten.
In der Nordsee kommt allerdings keine Art mit ähnlichem Körperbau vor, so dass die Zuordnung zur Art hier normalerweise problemlos möglich ist.

## Biologie und Ökologie
Pleurobrachia pileus frisst vor allem kleine planktonische Krebstiere wie Copepoden, kann aber eine Vielzahl kleiner Zooplankter, bis hin zu Fischlarven, erbeuten. Die Tiere schwimmen in langsamen Bögen Richtung Wasseroberfläche, mit weit ausgestreckten Tentakeln, in denen sich Beute wie in einem Fischernetz verfängt. Schließlich hängen sie bewegungslos im Wasser und warten als Lauerjäger mit ausgefahrenen Tentakeln auf weitere Beute. Berührt ein Beutetier die Tentakel, wird es durch die Aktivität der Colloblasten festgeklebt, zudem ziehen sich die Tentakel etwas zusammen, um noch mehr Klebzellen in Kontakt zu bringen. Beide Tentakel werden dabei unabhängig voneinander bewegt. Wenn genügend Beute gefangen ist, schwimmen sie ruckartig schnell vorwärts, gefolgt von einer Drehung, wodurch die Tentakel über den Körper gezogen werden. Dabei berühren sie die Mundöffnung (Lippen), die die Nahrung abstreift. Durch das Aufhören der Schwimmbewegung der Kammplättchen sinken die Tiere dabei langsam ab.
Larven und Jungtiere ernähren sich noch nicht von Copepoden. Ihre Beute sind vor allem Larven von Anneliden und Mollusken.
Die Tiere sind Zwitter, befruchten sich aber nicht selbst. Nach der Befruchtung können sie schon nach zwei Tagen Eier legen. Geschlechtsreife wird schon bei einer Körperlänge von minimal 5,5 Millimeter, normal ca. 11 Millimeter erreicht. Dies dauert, im Labor, etwa 40 Tage. Die Eier werden einzeln ins freie Wasser abgegeben und extern befruchtet. In schottischen Gewässern lag die Hauptfortpflanzungszeit im Sommer, von Anfang Juni an, mit vermutlich nur einer Generation im Jahr. In wärmeren Gewässern ist die Fortpflanzung aber vermutlich kontinuierlich über das ganze Jahr.
Ein spezialisierter Räuber der Art ist in der Nordsee eine weitere Rippenquallenart, Beroe gracilis. Diese nahm im Wahlversuch keine andere Beute an, auch keine andere Rippenqualle. Wie typisch für die Beroidae verschlingt sie ihre Beute als Ganzes. Beroe gracilis kann dabei die Dichte ihrer Beuteart Pleurobrachia pileus regulieren, so dass es nur selten zu Massenvermehrungen kommt.

## Verbreitung
Pleurobrachia pileus kommt sicher vor im Nordwestatlantik, unter Einschluss der Nordsee, im Nordostatlantik vor der amerikanischen Ostküste, im Mittelmeer und im Schwarzen Meer (hier die einzige indigene Rippenquallenart). Angaben aus zahlreichen anderen Ozeanen sind unsicher. So kommt sie vermutlich, entgegen älterer Angaben, wohl nicht in den australischen Gewässern vor. Frühere Angaben beruhen, soweit noch überprüfbar, auf Verwechslungen und Fehlbestimmungen. Sie kommt aber vermutlich in Südafrika vor.
Im Pazifik wird sie durch Pleurobrachia bachei ersetzt, die hier ähnliche Häufigkeiten erreicht.
In der Deutschen Bucht ist Pleurobrachia pileus die mit Abstand häufigste Rippenqualle überhaupt. Ähnliche Dichte erreicht sie auch in kanadischen Gewässern.

## Phylogenie und Taxonomie
Die Art wurde erstbeschrieben durch den dänischen Zoologen Otto Friedrich Müller in seinem Werk Zoologiae Danicae Prodromus, unter dem Namen Beroe pileus. Typuslokalität ist Spitzbergen. Die Art ist Typusart der Gattung Pleurobrachia Fleming, 1822. Die Gattung umfasst derzeit acht nominale Arten, die tatsächliche Artenzahl ist aber unklar. Einige der beschriebenen Arten wurden nur extrem selten gefunden, es handelt sich möglicherweise um noch nicht aufgelöste Synonyme. Außerdem ist die Monophylie der Gattung gegenüber der Gattung Hormiphora ungeklärt.
Der Name „Seestachelbeere“ (sea gooseberry) ist bei Tieren aus der Nordsee auf diese Art bezogen. In anderen Regionen werden damit auch andere Arten mit ähnlicher Morphologie bezeichnet.